# محمد صدیق مرادزاده
محمدصدیق مرادزاده، بازیگر سینما و تلویزیون، در آثاری همچون فیلم سینمایی «گاهی به آسمان نگاه کن»، فیلم سینمایی «جنگجوی پیروز» و فیلم سینمایی «فرار مرگبار» فعالیت داشته‌است.
محمدصدیق مرادزاده نخستین بار در سینما حضور یافته و سال ۱۳۷۳ در فیلم آخرین خون به کارگردانی منوچهر مصیری بازی کرده‌است. گرچه موفقیت این اثر نسبت به آثار شاخص بعدیش مانند فیلم گاهی به آسمان نگاه کن، بیشتر نبود اما تجربه خوبی برای محمدصدیق مرادزاده محسوب می‌شود و همکاری با هنرمندانی همچون جمشید هاشم‌پور، فرامرز قریبیان، فتحعلی اویسی و مهناز اسلامی را تجربه کرد.
محمدصدیق مرادزاده در سال ۱۳۸۱ دورهٔ پرتلاشی را در عرصه سینما و تلویزیون گذراند و در اثر مهمی بازی کرده‌است. اثر مهم محمدصدیق مرادزاده در این سال، بازیگری در فیلم گاهی به آسمان نگاه کن به کارگردانی کمال تبریزی محسوب می‌شود.
شاید یکی از مهم‌ترین بخش‌های بیوگرافی محمدصدیق مرادزاده بازی در فیلم گاهی به آسمان نگاه کن بوده‌است. محمدصدیق مرادزاده سال ۱۳۸۱ فیلم گاهی به آسمان نگاه کن نقش مهمی بازی کرده‌است که توانست با مهارت خود، آن نقش و همچنین خودش را میان مخاطبان سینما مطرح کند. او در این فیلم با کمال تبریزی همکاری داشته‌است. محمدصدیق مرادزاده توانست با بازی در فیلم گاهی به آسمان نگاه کن تجربه بازیگری موفقی برای خود رقم بزند و همکاری در کنار بازیگرانی نظیر رضا کیانیان، آتیلا پسیانی، حمید امجد و هانیه توسلی بر تجارب او افزود.
محمدصدیق مرادزاده علاوه‌بر فیلم گاهی به آسمان نگاه کن، سال ۱۳۷۷ در فیلم زشت و زیبا نیز بازی کرده‌است. محمدصدیق مرادزاده این‌بار با احمدرضا معتمدی یعنی کارگردان فیلم زشت و زیبا و هنرمندانی چون سعید پورصمیمی، گلچهره سجادیه، مهدی فتحی و اصغر همت همکاری داشت.
محمدصدیق مرادزاده در سال ۱۳۸۹ مجموعه پرمخاطب مختارنامه از کارهای داوود میرباقری را در کارنامه کاریش دارد که در این سریال نقش یاران مختار ثقفی را ایفا نموده‌است